# Marian McCargo
Pour les articles homonymes, voir McCargo.
Marian McCargo est une actrice américaine, née le 18 mars 1932 à Pittsburgh (Pennsylvanie), morte le 7 avril 2004 à Santa Monica (Californie).
Elle est parfois créditée Marian Moses (du nom de son premier mari) ou Marian McCargo Bell (du nom accolé de son second mari).

## Biographie
Accaparée par sa famille (l'un de ses fils étant l'acteur William R. Moses, né en 1959), Marian McCargo — d'abord joueuse de tennis — contribue à seulement six films américains. Parmi les cinq premiers, mentionnons Un truand de Bernard Girard (1966, avec James Coburn et Camilla Sparv), Buona sera Madame Campbell de Melvin Frank (1968, avec Gina Lollobrigida et Shelley Winters), le western Les Géants de l'Ouest d'Andrew V. McLaglen (1969, avec John Wayne et Rock Hudson) et Falling in Love Again de Steven Paul (1980, avec Elliott Gould et Michelle Pfeiffer). Son ultime film sort en janvier 2009 (directement en vidéo), près de cinq ans après sa mort, d'un cancer du pancréas.
Marian McCargo apparaît davantage à la télévision, avec vingt-deux séries, depuis Le Plus Grand Chapiteau du monde (un épisode, 1963) jusqu'au feuilleton Falcon Crest (six épisodes, 1985-1986). Entretemps, citons Perry Mason (deux épisodes, 1964-1965) et Mannix (deux épisodes, 1967-1970).

## Filmographie partielle

### Cinéma
- 1966 : Un truand (Dead Heat on a Merry-Go-Round) de Bernard Girard : Dr Marion Hague
- 1968 : Buona sera Madame Campbell (Buona Sera, Mrs. Campbell) de Melvin Frank : Lauren Young
- 1969 : Les Géants de l'Ouest (The Undefeated) d'Andrew V. McLaglen : Ann Langdon
- 1971 : Femmes de médecins (Doctors' Wives) de George Schaefer : Elaine McGill
- 1980 : Falling in Love Again de Steven Paul : Mme Wellington

### Séries télévisées
- 1963 : Le Plus Grand Chapiteau du monde (The Greatest Show on Earth)
  - Saison unique, épisode 7 Uncaged : Mme Kelly
- 1964-1965 : Perry Mason, première série
  - Saison 8, épisode 11 The Case of the Latent Lover (1964) de Jesse Hibbs : Sibyll Pollard
  - Saison 9, épisode 9 The Case of the Wrathful Wraith (1965) : Louise Selff
- 1965 : Des agents très spéciaux (The Man from U.N.C.L.E.)
  - Saison 1, épisode 28 Commando de blondes (The Girls of Nazarone Affair) d'Alvin Ganzer : Mme Alceste Stregau, alias Dr Egret
- 1966 : Voyage au fond des mers (Voyage to the Bottom of the Sea)
  - Saison 2, épisode 19 Cimetière sous la mer (Graveyard of Fear) de Jus Addiss : Karyl
- 1966 : Daktari
  - Saison 1 épisode 6 Le Léopard de Madla (Leopard of Madla George) : Dr Teresa Warren
- 1966 : Laredo
  - Saison 1, épisode 24 It's the End of the Road, Stanley : Letty Wilburn
- 1967 : Le Virginien (The Virginian)
  - Saison 5 épisode 20 The Gauntlet de Thomas Carr : May Keets
- 1968 : Papa Schultz ou Stalag 13 (Hogan's Heroes)
  - Saison 3, épisode 29 L'Arme absolue (The Ultimate Weapon) de Marc Daniels : Colonel Karla Hoffman
- 1967-1970 : Mannix
  - Saison 1, épisode 2 Ambition (Skid Marks on a Dry Run, 1967) : Martha Pierson
  - Saison 3, épisode 15 Le Mort vivant (Walk with a Dead Man, 1970) d'Harvey Hart : Laura Emory
- 1971 : Hawaï police d'État (Hawaii Five-0)
  - Saison 3 épisode 20 Trafic d'armes (The Gunrunner) : Claire Cunningham
- 1974 : Docteur Marcus Welby (Marcus Welby, M.D.)
  - Saison 5, épisode 14 The Comeback : Une infirmière
- 1985-1986 : Falcon Crest, feuilleton
  - Saison 5, épisode 12 False Hope (1985) de Philip Leacock, épisode 14 Conundrum (1986), épisode 17 Shattered Dreams (1986), épisode 26 Cease and Desist (1986) de Reza Badiyi, épisode 27 Consumed (1986), et épisode 29 The Cataclysm (1986) : Harriet Roberts